# Jimmy Webb

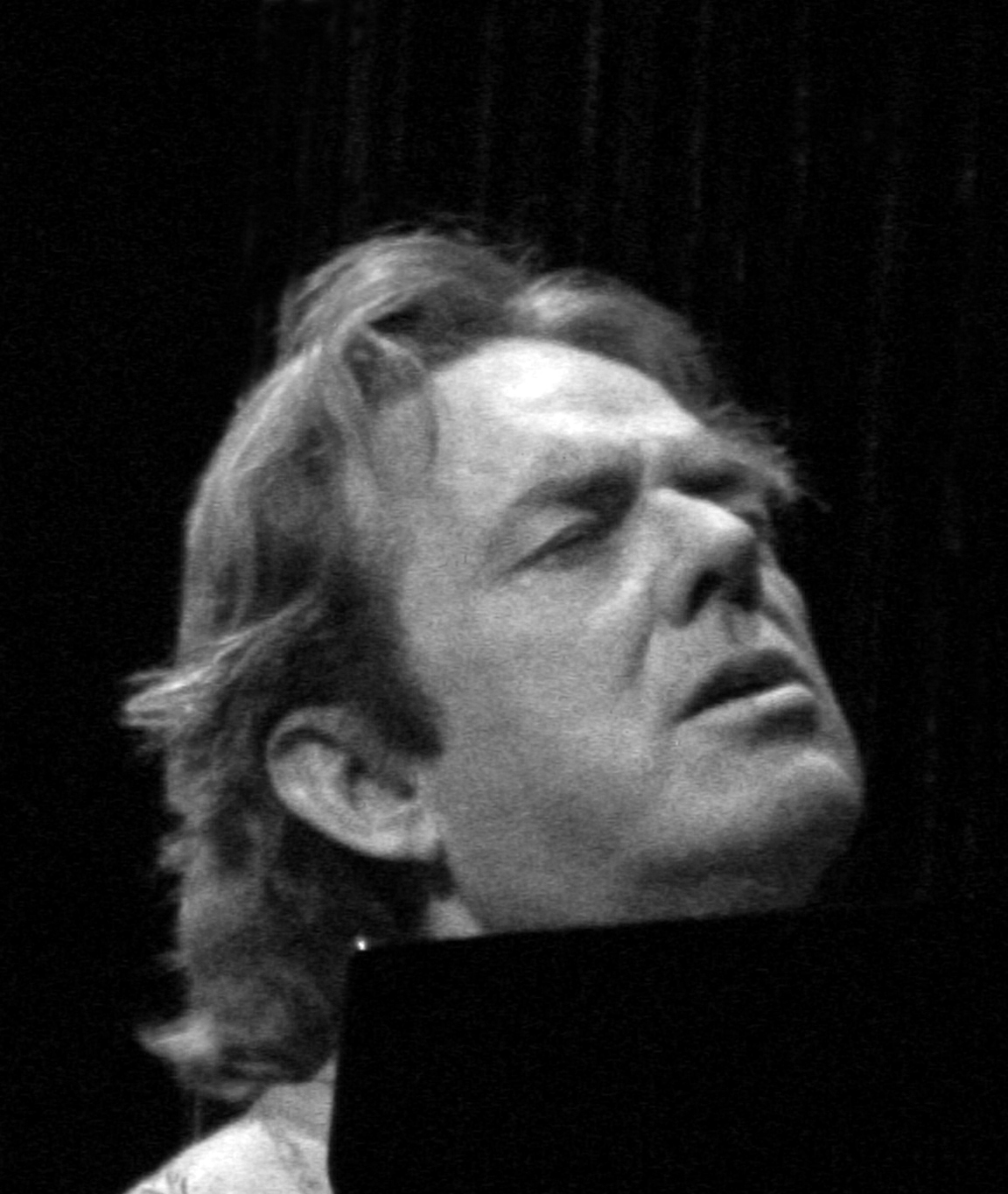
Jimmy Webb, 2003

Jimmy Webb (* 15. August 1946 in Elk City, Oklahoma) ist ein US-amerikanischer Songwriter und Komponist.

## Wirken
Webb, der Burt Bacharach als sein Vorbild betrachtet und wie dieser dem Bereich der gehobenen Unterhaltungsmusik zugerechnet wird, begann Mitte der 1960er Jahre Lieder zu schreiben. Sein erster Erfolg war By the Time I Get to Phoenix, allerdings nicht mit der ursprünglichen Aufnahme von Johnny Rivers, sondern in der bald darauf veröffentlichten Fassung von Glen Campbell. In den späten 1960er und frühen 1970er Jahren glückten ihm weitere Top-Ten-Hits, dazu gehören Up up and Away (The 5th Dimension), Wichita Lineman (Glen Campbell) oder All I Know (Art Garfunkel). Seine bemerkenswerteste Komposition ist vielleicht der mit über sieben Minuten für eine Single ungewöhnlich lange Titel MacArthur Park, der 1968 von Richard Harris gesungen wurde und in der US-Hitparade den zweiten Platz erreichte. Weniger erfolgreich, aber nicht minder bemerkenswert, die Alben Sunshower (1969) von Thelma Houston und The Supremes Produced and Arranged by Jimmy Webb (1972) von den Supremes, bei denen Webb außer als Komponist auch als Produzent und Arrangeur fungierte.
Jimmy Webb hat daneben auch reine Instrumentalmusik komponiert; von ihm stammt beispielsweise der Soundtrack Das letzte Einhorn zum gleichnamigen Zeichentrickfilm. Er erhielt mehrere Grammys in den Sparten Musik, Text und Arrangement. Als Sänger und Interpret seiner eigenen Stücke ist er dagegen nur mäßig erfolgreich. Seine Soloalben sind in der Diskografie aufgeführt.
Weiterhin hat er The Moon Is a Harsh Mistress und Highwayman geschrieben, die von vielen anderen Künstlern interpretiert wurden.
Der Rolling Stone listete Webb 2015 auf Rang 44 der 100 größten Songwriter aller Zeiten.

## Diskografie
- 1970: Words and Music
- 1971: And So: On
- 1972: Letters
- 1974: Land’s End
- 1977: El Mirage
- 1982: Angel Heart
- 1993: Suspending Disbelief
- 1996: Ten Easy Pieces
- 2005: Twilight of the Renegades
- 2007: Live and at Large
- 2010: Just Across the River

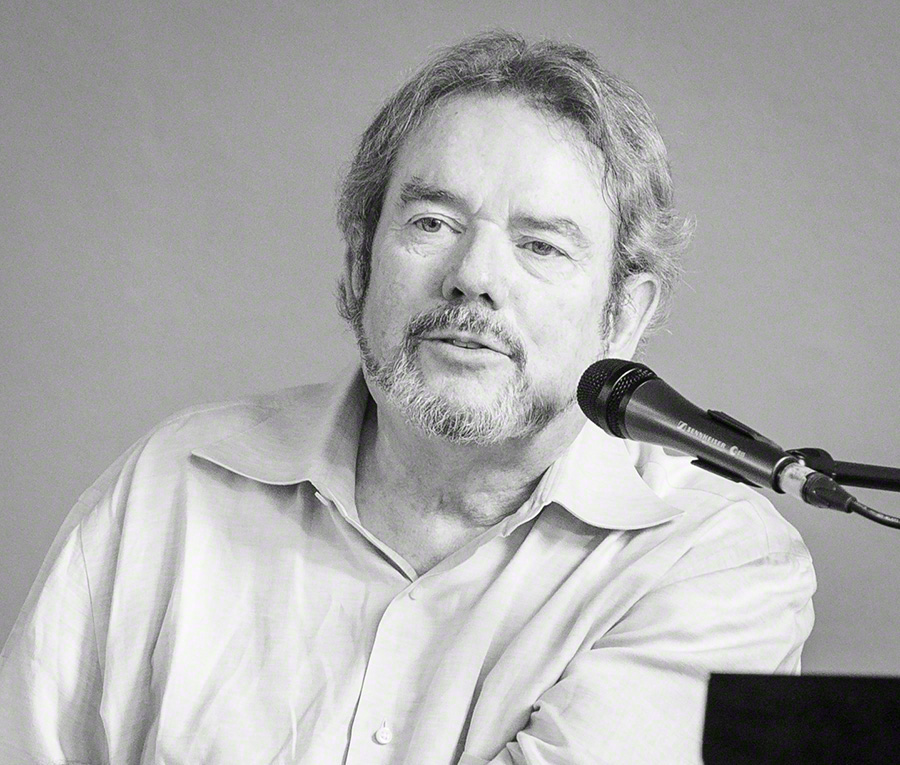
Jimmy Webb, 2016

- 2013: Still within the sound of my voice mit Gastauftritten von u. a. Lyle Lovett, Carly Simon, Keith Urban, David Crosby, Graham Nash, Joe Cocker, Marc Cohn, Kris Kristofferson, Amy Grant, Brian Wilson, Art Garfunkel

## Filmmusik
- 1971: Doc
- 1982: Das letzte Einhorn (The Last Unicorn)